# Advanced Digital Recording
Advanced Digital Recording (ADR) ist ein Magnetband-Speicher für die Sicherung (Backup) und Archivierung von Daten. Sie verwendet Kassetten mit 8 mm breitem Magnetband mit einer Kapazität von bis zu 60 GB.
ADR verwendet ein lineares Aufzeichnungsverfahren (ähnlich wie z. B. DLT, im Gegensatz zur Schrägspuraufzeichnung bei z. B. DDS). Durch ein Servosystem kann das Band mit einer hohen Genauigkeit positioniert und so eine hohe Spurdichte (192 Spuren) erreicht werden. Das Band wird in 8 Kanälen parallel beschrieben; der Fehlerkorrekturcode ist ebenso in der Querrichtung verteilt (Spatially Distributed Error Correction Code), so dass die Informationen auch noch wiederhergestellt werden können, wenn ein Kanal (24 Spuren) komplett (d. h., über die gesamte Bandlänge) unlesbar ist.
ADR wurde von Philips entwickelt und beruht u. a. auf Technologien, die ursprünglich für die Digital Compact Cassette (DCC) entwickelt wurden. Zur Vermarktung wurde 1999 die Firma OnStream gegründet, die jedoch im April 2003 aufgelöst wurde. Die amerikanische Onstream Inc. hatte bereits März 2001 Konkurs angemeldet, worauf die Geschäfte von der niederländische Tochtergesellschaft Onstream B. V. weitergeführt wurden.